# O-Xylen
o-Xylen là một hyđrocacbon thơm, gồm một vòng benzen và hai nhóm mêtyl thế vào hai nguyên tử cácbon liền kề thuộc vòng thơm (cấu hình octo).
o-Xylen là đồng phân của m-xylen, p-xylen và êtylbenzen.
o-Xylen được sử dụng chủ yếu để sản xuất phtalic anhydride